# Фала (осадное орудие)
Фала (лат. phala или fala) — большая деревянная осадная башня, на которой устанавливалась метательная машина (катапульта) для обстреливания камнями, брёвнами, копьями и стрелами осаждаемых пунктов.
Этим именем обозначались также в цирке или амфитеатре башни, на которых устраивались инсценированные сражения; в цирке они были, вероятно, подвижные; в амфитеатре помещались между рвом и метами. По другим сведениям, цирковые фалы представляли собой башни на двух концах средней низкой стены ристалища, поддерживавшие семь яиц, которые сбрасывались по одному по окончании колесницею полного круга.